# 보라해면

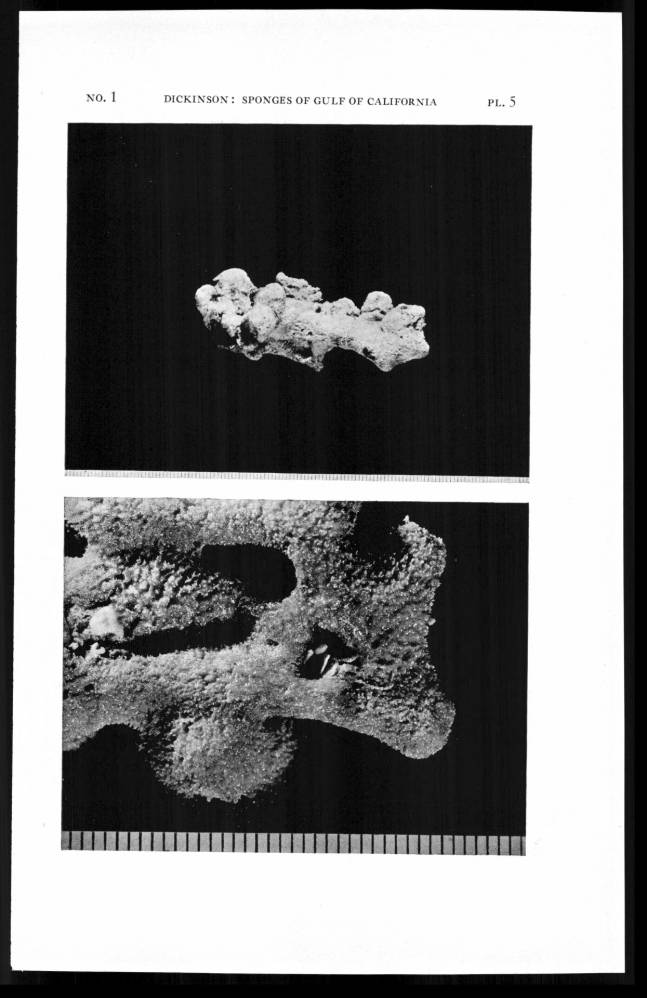

목욕해면(沐浴海綿)은 보통해면류 단골해면목에 속하는 해면동물의 일종이다. 학명은 Haliclona (Reniera) cinerea이다.

## 특징
한국 바닷가에 흔하게 분포하는 보라색 해면으로 바닷물이 들락날락하는 조간대에서 그늘진 바위 밑이나 바위 옆에 이끼처럼 바위를 얇게 덮어 싸고 산다. 빛깔은 옅은 보라색 또는 짙은 보라색이다. 몸 표면에는 수많은 관이 얕게 또는 높게 돌출되어 있고, 그 끝에 대공이 열려 있다. 대공의 지름은 2-5mm이고 골격을 이루는 골편은 양끝이 뾰족한 간상체로 이루어져 있다. 해면질은 연하고 부드럽다. 보라해면을 재생하기 위해서는 몸의 일부분을 따서 비단으로 거른 후 Ca－Mg이 없는 바닷물에 넣고 조직을 으깨어 정상의 바닷물 속에서 배양하면, 세포들은 밑바닥에서 아메바처럼 움직여 서로 결합하여 큰 덩어리가 된다. 그리하여 이들 중 원생 세포와 외층 세포가 모여 두 시간 후에는 하나의 공 모양이 된다. 그 후 편모실과 골편·동정세포·변형세포가 만들어지고 중앙에는 대공이 만들어져, 며칠 뒤에는 한 개의 완전한 새 해면을 볼 수 있다.

## 이명
- Adocia cinerea (Grant, 1826) (속명 이동)
- Chalina flemingii Bowerbank, 1866 (이명 및 속명 이동)
- Chalina montagui (Fleming, 1828) (속명 이동 & 이물동명)
- Halichondria cinerea (Grant, 1826) (속명 이동)
- Halichondria montagui Fleming, 1828 (속명 이동 및 이명)
- Haliclona (Haliclona) cinerea (Grant, 1826) (아속명 이동)
- Haliclona cinerea (Grant, 1826) (아속 할당)
- Haliclona montagui (Fleming, 1828)
- Haliclona permollis (Bowerbank, 1866) (이명)
- Isodictya bowerbanki Norman in Bowerbank, 1882 (속명 이동 및 이명)
- Isodictya cinerea (Grant, 1826) (속명 이동)
- Isodictya dichotoma Bowerbank, 1866 (속명 이동 및 이명)
- Isodictya elegans Bowerbank, 1866 (속명 이동 및 이명)
- Isodictya mammeata Bowerbank, 1866 (속명 이동 및 이명)
- Isodictya peachii Bowerbank, 1866 (속명 이동 및 이명)
- Isodictya permollis Bowerbank, 1866 (속명 이동 및 이명)
- Isodictya ramusculus Bowerbank, 1866 (속명 이동 및 이명)
- Isodictya simulo Bowerbank, 1866 (속명 이동 및 이명)
- Isodictya varians Bowerbank, 1866 (속명 이동 및 이명)
- Philotia varians (Bowerbank, 1866) (속명 이동 및 이명)
- Reniclona permollis (Bowerbank, 1866)
- Reniera cinerea (Grant, 1826) (아속명 할당 및 상태 변경)
- Reniera elegans (Bowerbank, 1866)
- Reniera peachi (Bowerbank, 1866)
- Reniera permollis (Bowerbank, 1866)
- Spongia cinerea Grant, 1826 (속명 이동)

## 참고 문헌
- 이 문서에는 다음커뮤니케이션(현 카카오)에서 GFDL 또는 CC-SA 라이선스로 배포한 글로벌 세계대백과사전의 내용을 기초로 작성된 글이 포함되어 있습니다.